# Martín de la Jara
Martín de la Jara ist eine Gemeinde und ein Dorf in der Provinz Sevilla in Spanien mit 2.643 Einwohnern (Stand: 2024). Sie liegt in der Comarca Sierra Sud in Andalusien.

## Geografie
Die Gemeinde befindet sich innerhalb der Sierra Sud. Sie grenzt an die Gemeinden Campillos, Los Corrales, Osuna, Pedrera und Sierra de Yeguas. 

## Geschichte
Die Gemeinde entwickelte sich im Mittelalter um ein Landgasthaus herum, das an der königlichen Straße zwischen Sevilla und Málaga lag. Bis zum 19. Jahrhundert gehörte der Ort zum Herzogtum von Osuna und wurde dann eine eigene Gemeinde.

## Wirtschaft
Wirtschaftlich ist die Landwirtschaft von hoher Bedeutung.

## Sehenswürdigkeiten
- Reserva Natural de la Laguna del Gosque
- Höhle von Castellar
- Kirche Nuestra Señora del Rosario